# فیض‌آباد (هند)
فیض‌آباد یا آیودهیا شهری است در شمال هند که در گذشته مرکزیت منطقه اوده را داشته‌است.
این شهر در ایالت اوتار پرادش قرار دارد که جمعیت آن ۵۱۰٬۰۰۰ نفر است، همچنین این شهر ۹۷ متر بالاتر از سطح دریا قرار دارد.

## نگارخانه

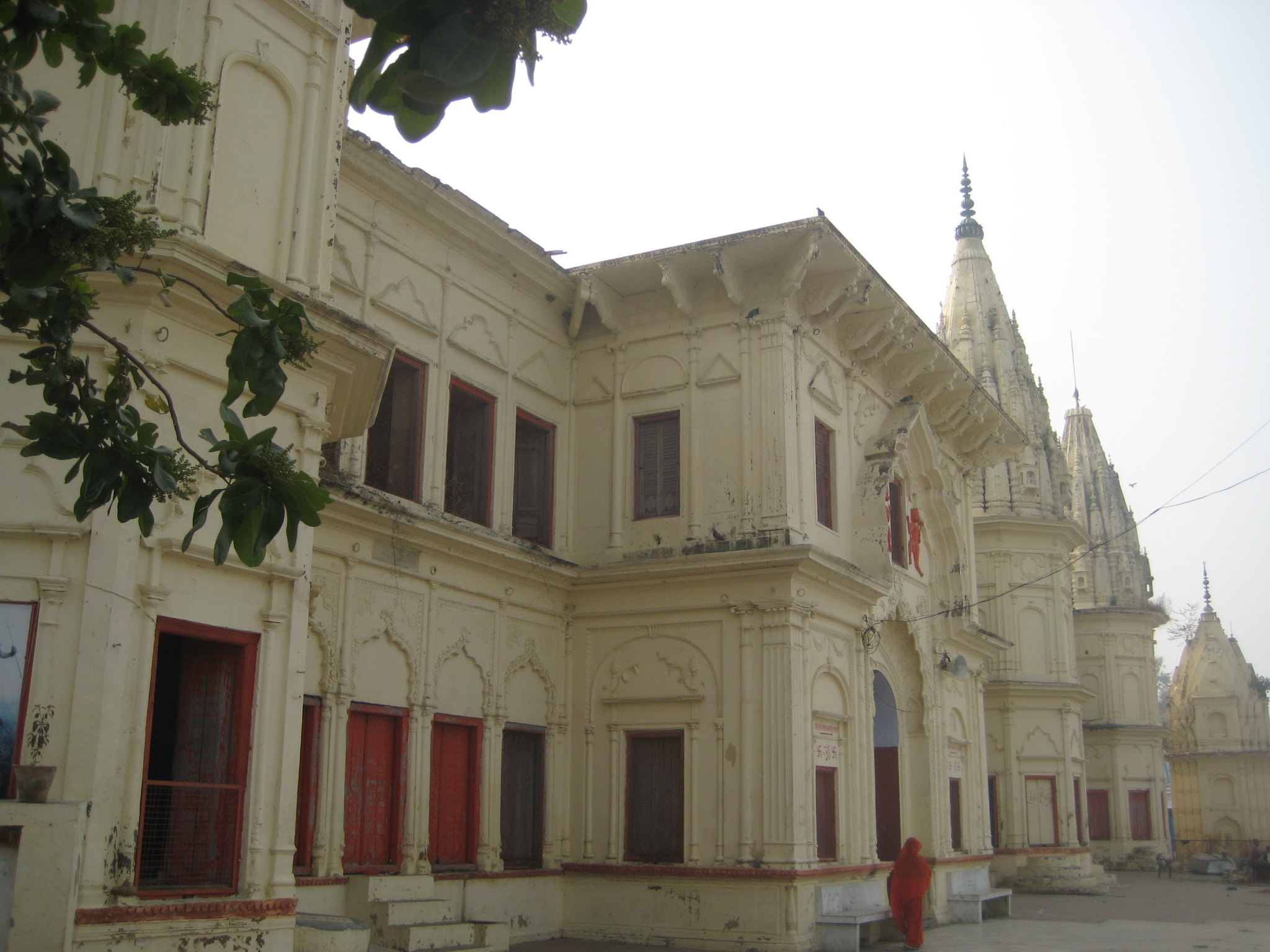
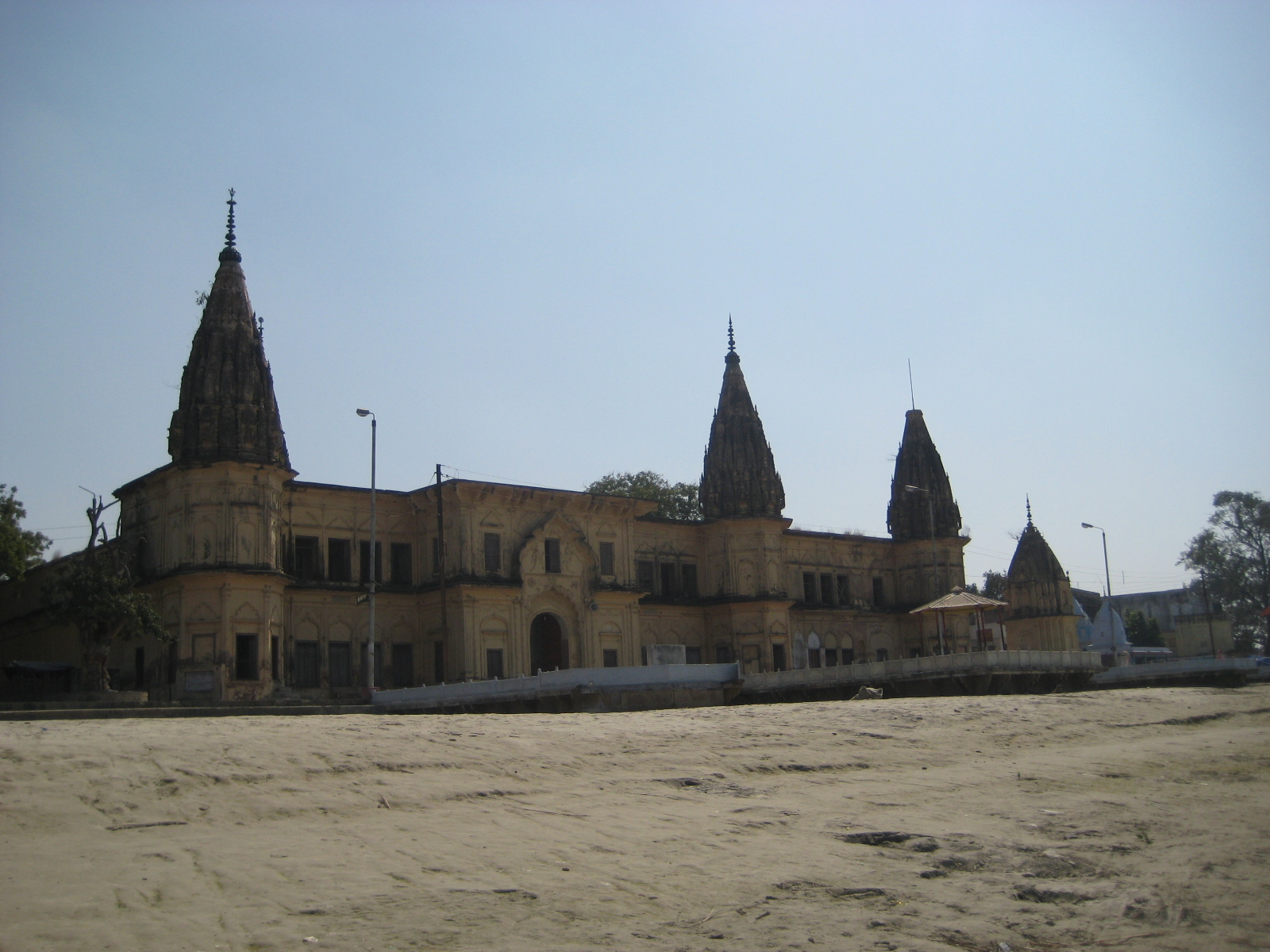
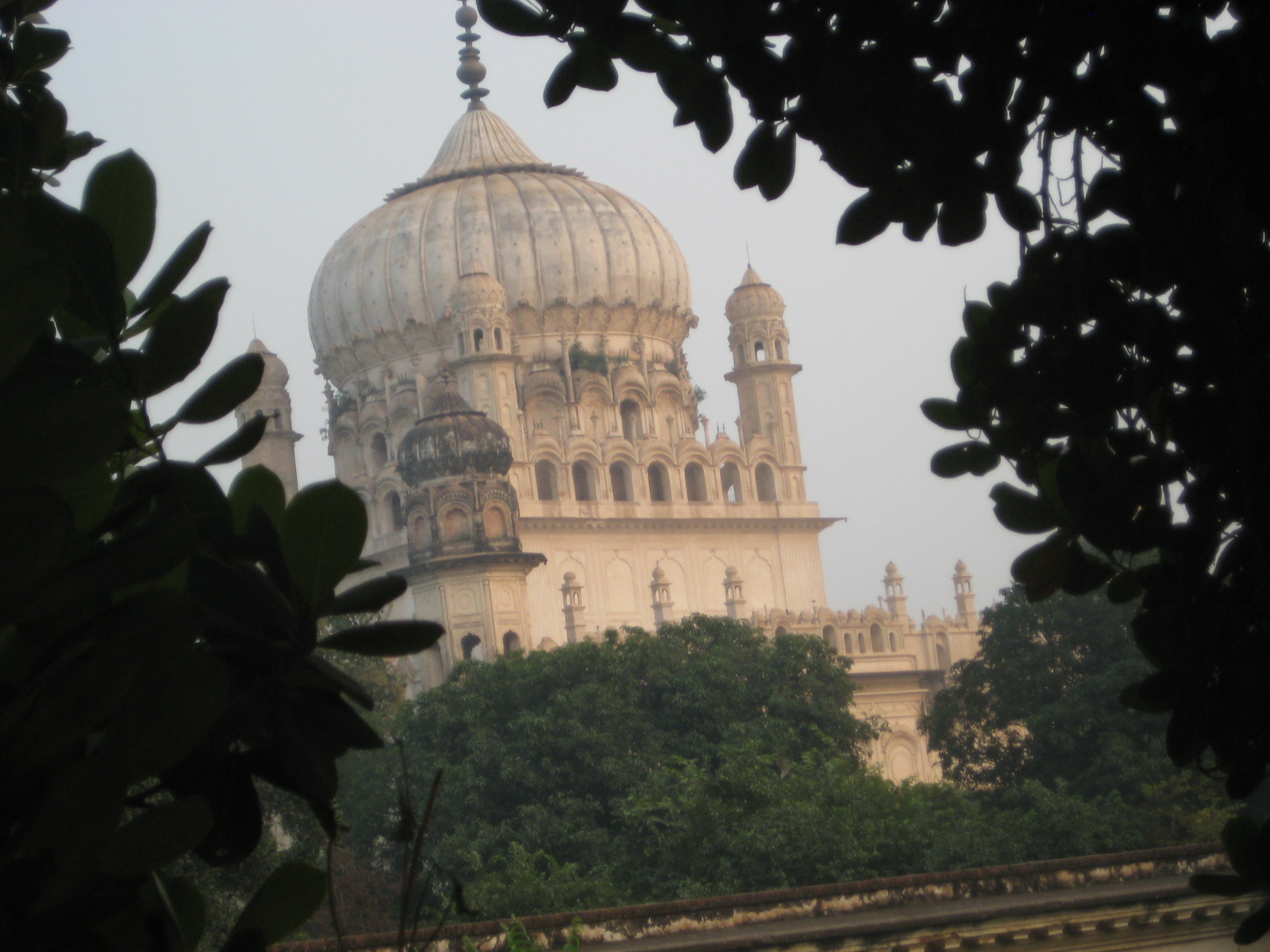
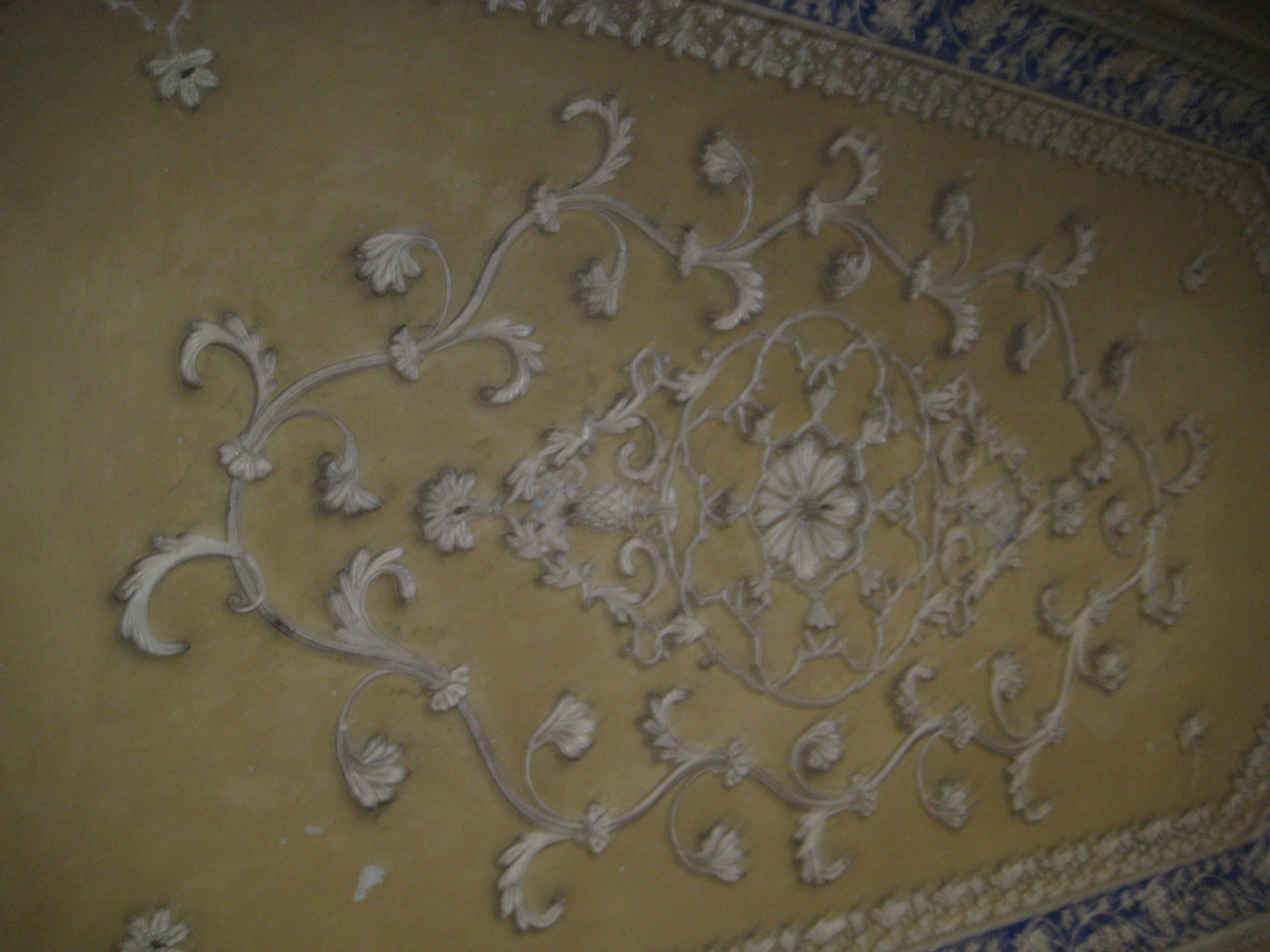
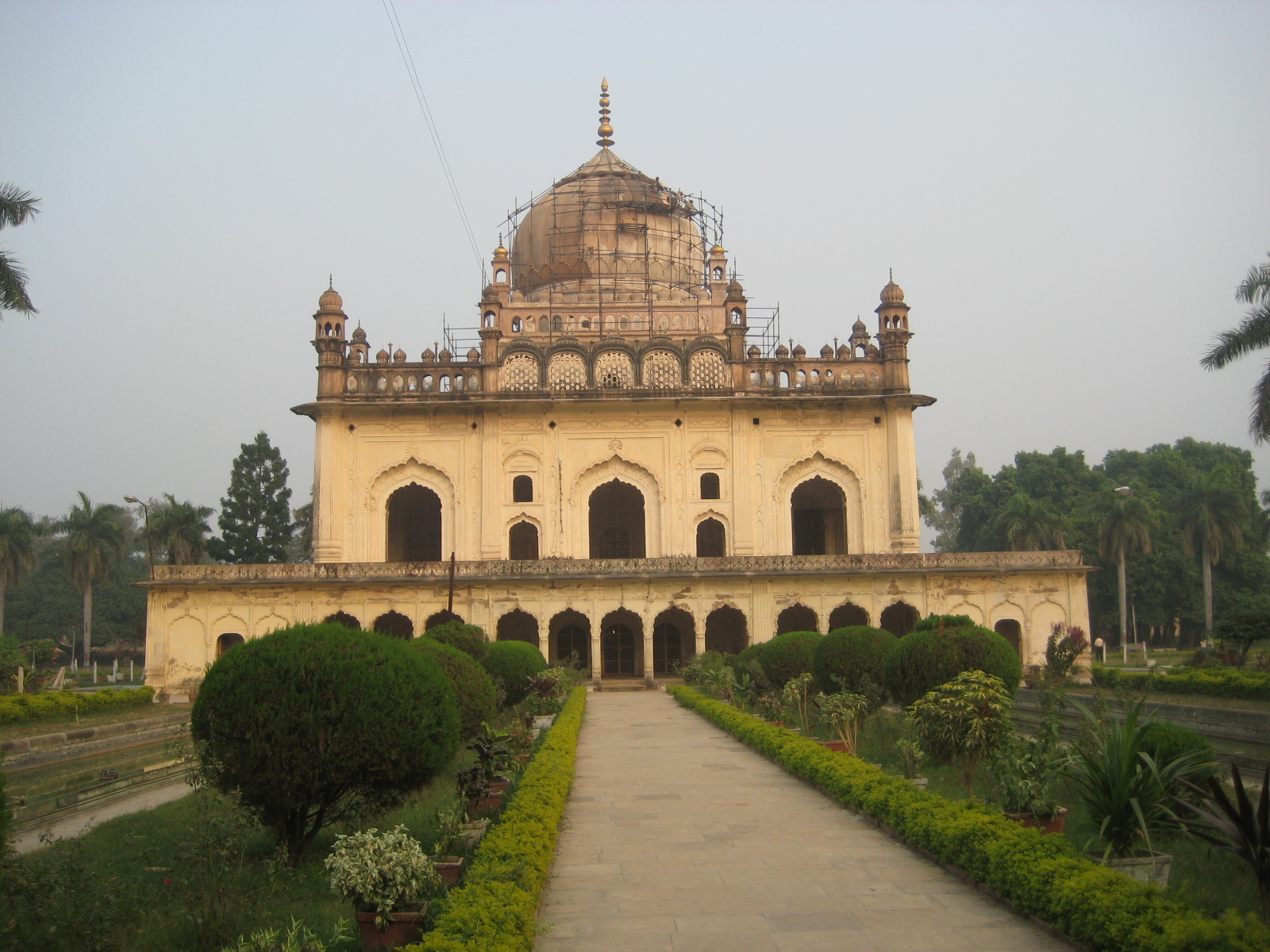
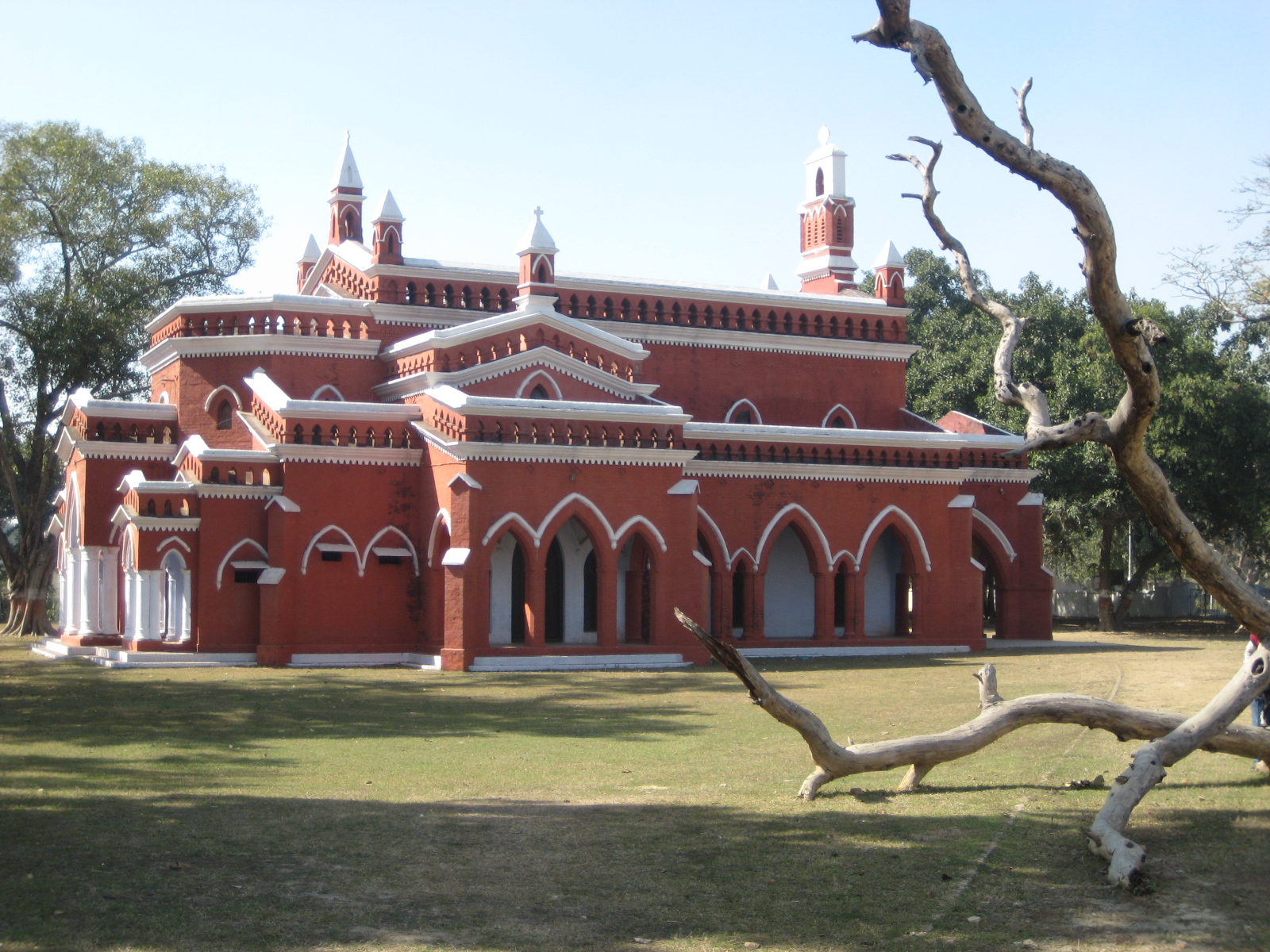
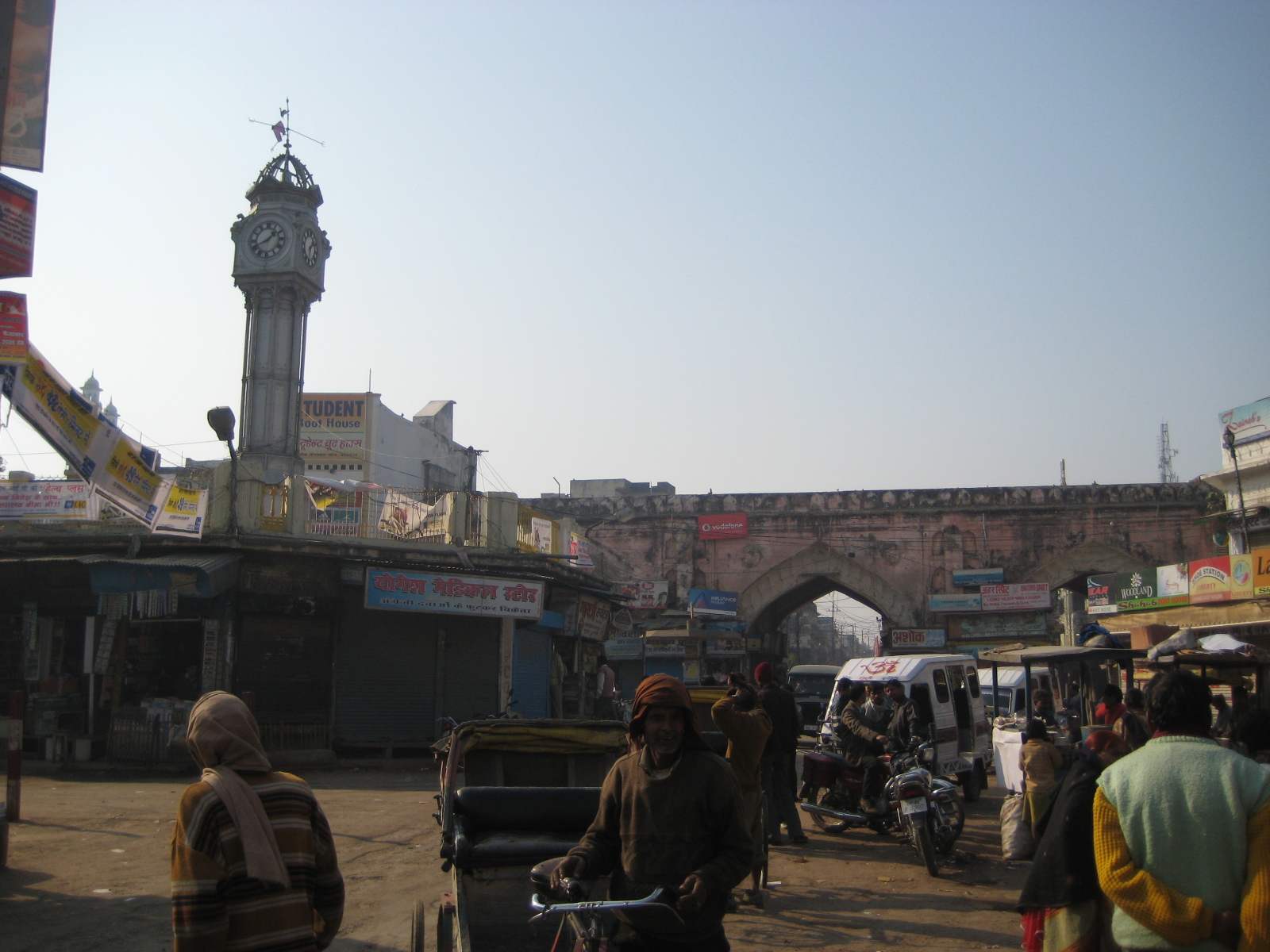